# Pedro José Pradillo
Pedro José Pradillo y Esteban (Guadalajara, 17 de octubre de 1959) es un artista plástico polifacético contemporáneo. Además, es historiador y desarrolla una asidua labor curatorial para instituciones de su ciudad natal.

## Biografía
Desde su infancia demostró un enorme interés hacia la práctica del dibujo y de la escultura, elaborando un ingenuo mundo surrealista. Su formación es autodidacta, aunque en 1978 comenzó a preparar el ingreso en la facultad de Bellas Artes de la Universidad Complutense. Un año después, sin embargo, pasaría fugazmente por la Escuela Superior de Arquitectura de la Universidad Politécnica de Madrid. En 1987 se licencia en Filosofía y Letras en la Universidad de Alcalá de Henares, y, en 2003, obtiene el título de Doctor en Historia en ese mismo centro. 

## Trayectoria
En 1980 inaugura su primera exposición integrada por una modesta colección de dibujos y de esculturas en la que ya queda patente su dualidad: abstracción geométrica/surrealismo. En aquel entonces se mantenía más fiel a los modelos y planteamientos defendidos por los constructivistas rusos, elaborando piezas con tubos de polietileno ensamblados, componiendo divertidos toys con elementos de plástico desechados, y tallando esculturas de marcado carácter arquitectónico con fragmentos de vigas de madera recuperadas de derribos.
El continuo estudio de los movimientos de vanguardia –Dadaísmo, Surrealismo, Futurismo, Constructivismo,…–, así como el detenido análisis de la obra de sus principales exponentes, propicia en él una revisión crítica de la función y del concepto de arte, abordando una obra de tesis basada en la desmitificación del lenguaje y de los grandes hitos de la modernidad desde una peculiar perspectiva irónica basada en el ready-made. También el objeto cotidiano descontextualizado, junto a los detritos del propio artista, comenzarán a ser los ingredientes para componer tesoros íntimos presentados en pequeños estuches de cartón como venerables reliquias.
En 1988 presenta al público Antología 19, un proyecto con el que regresa a la abstracción geométrica. La extensa colección ofrecida es resultado del trabajo realizado a partir de diecinueve dibujos matrices y de las diferentes interpretaciones que permiten cada uno de ellos al recurrir a diversas técnicas y materiales –óleo, acuarela, collage y relieve escultórico–. En paralelo, continúa con la construcción de cajas que, pese a su forma hermética, superaban el encorsetamiento del surrealismo onírico más primitivo. In\Con·Vertido será la muestra con la que en 1996 dará a conocer un muestrario de “relicarios”. 
En 1997 abandona la creación artística, dedicando todo su esfuerzo su carrera como historiador y como divulgador del patrimonio histórico-artístico de Guadalajara; que, con el paso del tiempo, se ha materializado en un buen número de libros y de artículos de investigación que sobrepasa la centena. También colaborará con columnas de opinión para la prensa escrita, y será organizador y comisario de exposiciones temáticas.
Casi dos décadas después, en 2014, recupera la pasión por las artes plásticas con un ambicioso proyecto: Besos y Caprichos. Se trata de una propuesta en la que aborda la revisión crítica y actualizada de los Caprichos –la serie de estampas confeccionada y editada por Francisco de Goya en 1799–, recurriendo a un formato de caja-escaparate en el que se interpretan sus motivos y contenidos. Además, cada composición se adereza –y ve multiplicado su significado–, con una de las sentencias extraídas de los Consejos a un joven escritor del novelista serbio Danilo Kiš; su incidencia es tal que el título original de cada aguafuerte del genio aragonés se completa con la frase de Kiš, y la colección pasa a denominarse Besos y Caprichos.  

## Obra
La principal característica que se observa en la producción de Pedro José Pradillo, al margen de sus períodos constructivistas, es su fidelidad al arte conceptual; el profundo análisis que aborda sobre el significado del arte –en particular del elaborado en el siglo XX–, y acerca del papel de la cultura en la sociedad occidental. Su interés, como en cualquier otro artista conceptual, se centra en lograr imágenes y objetos para la fascinación a partir de la combinación de elementos encontrados, que, más allá de la particular estética resultante, susciten inquietudes no deseadas en el espectador y provoquen en él motivos para la reflexión. 
Estas creaciones presentan una visión transversal y cáustica de su tiempo presente, crítica con el individualismo neoliberal imperante, que incrementan la visibilidad de ciertos problemas subyacentes que preocupan a muchos. Pero, además, para acrecentar los efectos de esta acción de denuncia emplea como recursos efectivos la ironía y el cinismo, a veces, presentados bajo la envoltura de lo lúdico. En definitiva, su obra es otro capítulo de la historia del pensamiento occidental que se fundamenta en la introspección de la memoria colectiva a través de la reactivación de objetos comunes desechados hasta provocar analepsis en el espectador que alteran y regeneran su currículo emocional en olvido. 
Formalmente sus cajas-escaparates, más allá de la tradición de los edículos y dioramas del siglo de oro español o de los universos encriptados de dadaístas y surrealistas, se nos ofrecen como calidoscopios que podemos manipular a nuestro antojo para, así, poder indagar con toda facilidad en los espacios sombríos de la estancia sugerida. La interactuación se convierte así en un elemento clave de sus propuestas, la caja-objeto se transforma en sujeto, y ofrece un autorretrato ignoto del manipulador.
Aún se podría insistir en otras muchas cuestiones, como la dimensión que alcanza en él el interés por desmitificar modelos de comportamiento, obras o personajes encumbrados; la asimilación de conceptos surgidos en los circuitos marginales urbanos; la subversión como práctica de acción frente a conceptos básicos del arte clásico, pero, también, de la cultura de masas. 
Podemos considerar a Pedro José Pradillo como un eslabón más en la prolífica cadena de creadores españoles que han convertido el objeto encontrado en la esencia de su expresión artística; entre los que destacan: Joan Brossa (Barcelona, 1919-1998) , Antonio Pérez (Sigüenza –Guadalajara–, 1934), Carlos Pazos (Barcelona, 1949), Carmen Calvo, (Valencia, 1950), Antonio Gómez (Cuenca, 1951), Luis Fega (Piantón –Asturias–, 1952), Chema Madoz, (Madrid, 1958)…

## Libros de artista
- Pedro José PRADILLO, 4 x KS = 0, Madrid, 1992, Colección “1/2 Vaca”, nº 41.
- Pedro José PRADILLO, Tres lecciones de arte para Antonio Saura, Guadalajara, 1997, autoedición.